# UFC on Fuel TV: Muñoz vs. Weidman
UFC on Fuel TV: Muñoz vs. Weidman è stato un evento di arti marziali miste organizzato dalla Ultimate Fighting Championship e tenutosi l'11 luglio 2012 all'HP Pavilion di San Jose, Stati Uniti.

## Risultati

### Card preliminare
- Incontro categoria Pesi Gallo:  Raphael Assunção contro  Issei Tamura

Assunção sconfigge Tamura per KO Tecnico (pugni) a 0:25 del secondo round.
- Incontro categoria Pesi Welter:  Marcelo Guimaraes contro  Dan Stittgen

Guimaraes sconfigge Stittgen per decisione divisa (29-28, 28-29, 29-28).
- Incontro categoria Pesi Medi:  Andrew Craig contro  Rafael Natal

Craig sconfigge Natal per KO (calcio alla testa) a 4:52 del secondo round.
- Incontro categoria Pesi Mosca:  Chris Cariaso contro  Josh Ferguson

Cariaso sconfigge Ferguson per decisione unanime (30–27, 30–27, 30–27).
- Incontro categoria Pesi Gallo:  Alex Caceres contro  Damacio Page

Caceres sconfigge Page per sottomissione (strangolamento triangolare) a 1:27 del secondo round.

### Card principale
- Incontro categoria Pesi Leggeri:  Rafael dos Anjos contro  Anthony Njokuani

dos Anjos sconfigge Njokuani per decisione unanime (30-27, 30-27, 29-28).
- Incontro categoria Pesi Gallo:  T.J. Dillashaw contro  Vaughan Lee

Dillashaw sconfigge Lee per sottomissione (strangolamento da dietro) a 2:33 del primo round.
- Incontro categoria Pesi Medi:  Francis Carmont contro  Karlos Vemola

Carmont sconfigge Vemola per sottomissione (strangolamento da dietro) a 1:39 del secondo round.
- Incontro categoria Pesi Welter:  Aaron Simpson contro  Kenny Robertson

Simpson sconfigge Robertson per decisione unanime (30-27, 29-28, 29-28).
- Incontro categoria Pesi Mediomassimi:  James Te-Huna contro  Joey Beltran

Te-Huna sconfigge Beltran per decisione unanime (30-26, 30-27, 30-27).
- Incontro categoria Pesi Medi:  Chris Weidman contro  Mark Muñoz

Weidman sconfigge Muñoz per KO (gomitata e pugni) a 1:37 del secondo round.

## Premi
I seguenti lottatori sono stati premiati con un bonus di 40.000 dollari:
- Fight of the Night:  James Te-Huna contro  Joey Beltran
- Knockout of the Night:  Chris Weidman
- Submission of the Night:  Alex Caceres